# Diocles (matemático)
Diocles (Διοκλῆς, ca. 240 a. C. – ca. 180 a. C.) fue un matemático y geómetra de la Antigua Grecia.

## Vida y profesión
Aunque se conoce poco sobre la vida de Diocles, se sabe que fue un contemporáneo de Apolonio de Perge y que destacó a finales del siglo tercero y principios del segundo A.C.
Se cree que Diocles fue la primera persona en comprobar la propiedad focal de la parábola. Su nombre se asocia a la curva geométrica llamada Cisoide de Diocles, la cual Diocles introdujo para resolver el problema de duplicación del cubo. Proclo, el último de los grandes filósofos griegos y que vivió alrededor del 450, escribió importantes comentarios sobre el libro I de los Elementos. En ellos se refirió a la curva, la cual fue atribuida a Diocles por Gémino de Rodas a principios del siglo I.
Un interesante estudio de Diocles titulado Sobre los espejos ustorios fue preservado por Eutocio en sus comentarios sobre Arquímedes Sobre la esfera y el cilindro. Históricamente, Sobre los espejos ustorios ha tenido una gran influencia en los matemáticos árabes, particularmente en Alhacén,  matemático, físico y astrónomo musulmán del siglo XI considerado creador del método científico. El tratado contiene dieciséis proposiciones que fueron probadas mediante secciones cónicas. Uno de los fragmentos contiene las proposiciones siete y ocho, que es equivalente a la solución al problema de dividir una esfera por un plano que dé como resultado dos volúmenes que mantengan una cierta relación. La proposición diez da una solución al problema de duplicación del cubo. El problema es equivalente a resolver una ecuación cúbica concreta. Otro fragmento contiene las proposiciones once y doce, y usa la cisoide para resolver el problema de encontrar dos medias geométricas entre dos magnitudes.
Ya que el tratado cubre más temas aparte del espejo ustorio, podría ser que Sobre los espejos ustorios sea un agregado de tres trabajos cortos de Diocles.